# 조시 필즈 (1982년)
조슈아 딘 필즈(Joshua Dean Fields, 1982년 12월 14일 ~ )는 미국의 프로 야구 선수이다. 2004년 MLB 드래프트에서 1라운드 전체 18순위로 시카고 화이트삭스에 지명되었다. 메이저 리그 베이스볼의 시카고 화이트삭스, 캔자스시티 로열스, 일본 야구 기구의 요미우리 자이언츠에서 뛰었다.